# Jaakonjärvi (sjö i Norra Savolax)
Pajujärvi och Jaakonjärvi är en sjö i Finland. Den ligger i kommunen Lapinlax i landskapet Norra Savolax, i den centrala delen av landet, 400 km norr om huvudstaden Helsingfors. Pajujärvi och Jaakonjärvi ligger 115,6 meter över havet. Den är 16 meter djup. Arean är 2,35 kvadratkilometer och strandlinjen är 11,13 kilometer lång. Sjön  ingår i Vuoksens huvudavrinningsområde.   I omgivningarna runt Pajujärvi och Jaakonjärvi växer i huvudsak blandskog. Den sträcker sig 1,9 kilometer i nord-sydlig riktning, och 2,3 kilometer i öst-västlig riktning.